# Engleromyces
Engleromyces es un género de hongos en la familia Xylariaceae. El género contiene dos especies. La especie tipo, Engleromyces goetzei (propia de África y Asia) y E. sinensis (nativa de China) fue descripta en el 2010. El género fue descripto en 1900 por el micólogo alemán Paul Christoph Hennings.